# Tom Amrhein
Thomas Amrhein, detto Tom (Baltimora, 1º gennaio 1911 – ...), è stato un calciatore statunitense, di ruolo centrocampista.

## Carriera
Prese parte ai mondiali del 1934 con la Nazionale statunitense.